# Софьинская волость (Аткарский уезд)
Софьинская волость — административно-территориальная единица в составе Аткарского уезда Саратовской губернии. Образован в 1861 году. Упразднена 12 декабря 1923 года. Волостной центр — с. Софьино.
Ныне территория Аркадакского района Саратовской области Российской Федерации.

## История
В 1861 году в Аткарском уезде Саратовской губернии произошла реорганизация. Из двух станов, учреждённых в 1837 году, среди крестьян, вышедших из крепостной зависимости, организовали 41 волость. Так образовалась Софьинская волость Аткарского уезда Саратовской губернии. Она представляла крестьянскую территорию, охватывающую, несколько сельских обществ, и содержала волостные и сельские сходы, волостного старшину и сельских старост волостного правления. Управление находилось в трёх верстах от села на Зелёном (на берегу пруда, окружённого лесопарковой зоной). В селе был установлен символический знак — большой камень, с указанием на нём даты образования волости.
Из поколения в поколение передавался рассказ о том, как мужчины деревни Новая Дмитриевка (Криуша — Веденяпино), узнав новость об отмене крепостного права, встали на колени, и в таком положении, крестясь и поклоняясь, двигались по направлению к Софьино (Софьинке), в знак огромной благодарности.
В селе Софьино в то время, благодаря тщанию прихожан, уже имелась деревянная, однопрестольная церковь во имя Святой Мученицы Софии, с деревянной колокольней. Она находилась на правом, высоком и обрывистом берегу реки Кривая Баланда, и по рассказам старожилов, завораживала своим величием и красотой, ещё на дальних подступах к селу, являясь достопримечательностью волости. К этой церкви были приписаны: д. Братское (Братский посёлок), д. Баландинка (Новая Баланда), д. Находка, д. Новая Дмитриевка (Криуша — Веденяпино). Дома, в которых проживали церковные служители, числились, как прицерковные. Они располагались на улице, соединяющей церковь с сельским кладбищем.
```
 Духовенство церкви во имя Святой Мученицы Софии по состоянию на 1865   год возглавлял священник Пётр Муромский (в 1867 году отмечен Благословением Священного Синода, в 1869 году церковная награда – скуфья, 21 мая 1872 года утверждён на следующее трёхлетие в должности Духовника Второго Округа Аткарского уезда, в 1875 году церковная награда – камилавка) 17 марта 1878 года, согласно его прошению, выведен за штат. В апреле 1889 года заштатный священник села Софьино Аткарского уезда Пётр Муромский исключён из списков (за смертью). С 28 марта 1878 года сверхштатному священнику Иоанну Беляеву, согласно его прошению, резолюцией Его Преосвященства предоставлено место настоятеля той же церкви. В марте 1884 года он уволен за штат. От 11 марта 1886 года, запрещённый священник Иоанн Беляев, временно переведён в село Алексеевка Балашовского уезда, а 7 января 1888 года в село Новогривки Балашовского уезда. С марта 1884 года и до декабря 1892 года священник Софийской церкви села Софьино - Лебедев Иван Елисеевич (1848 г.р.). В 1889 году церковная награда - набедренник. 25 ноября 1892 года, он исключён из списков, по причине смерти. С 3 декабря 1892 года дьякону Успенской церкви слободы Три Острова Балашовского уезда Николаю Матвеевичу Звереву (1870 г.р.) предоставлено место священника в Софийской церкви села Софьино Аткарского уезда. От 13 сентября 1895 года священники села Софьино Аткарского уезда Николай Зверев  и села Мещеряковка Балашовского уезда Сергий Мудров перемещены один на место другого. Сергий Мудров (в 1901 году церковная награда – скуфья) в Софийской церкви до 13 октября 1903 года (отправлен за штат). От 16 октября 1903 года за №3889 при Софийской церкви села Софьино Аткарского уезда предоставлено место священнику села Софьино Петровского уезда Владимиру Разумовскому. 28 апреля 1905 года он утверждён законоучителем Баландинского и Находкинского земско - общественных училищ. 10 марта 1907 года уволен за штат. По состоянию на 1911 год, духовенство церкви во имя Святой Мученицы Софии: священник - Травницкий Михаил Иванович 1872 г.р., прибыл на место из села Дивовка Аткарского уезда  13 марта 1907 года, а 24 ноября 1907 года утверждён законоучителем Баландинского и Находкинского земско – общественных училищ (в 1910 году церковная награда – скуфья); дьякон - Голубев Порфирий Дмитриевич 1881 г.р., прибыл на место из села Шклово Аткарского уезда  21 августа 1908 года; псаломщик - Воронов Александр Иванович 1858 г.р.,  прибыл на место из села Безлесное Балашовского уезда  9 августа 1899 года. У священника несколько сельских жителей работало в прислуге. В 1911 году количество домов в приходе - 652, прихожан - 2206 мужчин и 2228 женщин. Капитал церкви 3403 рубля 28 копеек. Жалованье священнику – 141 рубль, псаломщику – 36 рублей, земли 34 с половиной десятины.
```

По состоянию на 19 сентября 1924 года духовенство церкви во имя Святой Мученицы Софии: священник — Голубев Порфирий Дмитриевич; дьякон — Виноградов Павел.
В Софьинской волости имелась ветряная мельница. Она располагалась на высоком месте, недалеко от софьинского кладбища. Эта мельница обеспечивала помолом и крестьян из близлежащих поселений до 1902 года, пока в самой нижней части села, на левом берегу реки Кривая Баланда, не построили мельницу, ставшую знаменитой. Люди из разных сёл, деревень и хуторов, неделями стояли в очереди, спали в подводах, чтобы обеспечить себя высококачественной мукой. Результат работы этой мельницы — потрясающие мучные изделия.
```
  Ещё одна достопримечательность Софьинской волости - это легендарный целительный родник. Он находится в полутора верстах от деревни Находка. Сама деревня располагалась на высоком левом берегу реки Кривая Баланда. Места там живописные и вполне соответствовали названию - Находка. Возле Находки сохранилось множество курганов, следов добычи каменной породы. Добыча велась там с давних времён татарами. Местные жители не ленились ходить за родниковой чудо - водой. В начале 1980-х деревня Находка прекратила своё существование, а замечательный родничок, как его ласково называют, живёт и продолжает радовать многочисленных поклонников чистого и святого. Не только местные жители ходили к нему за водой, но и из   дальних поселений шли люди, стар и млад за много вёрст пешком, не позволяя себе на чём - то подъехать. Пили, купались, наслаждались и сколько могли приносили домой. А потом бережно хранили и использовали в самые важные моменты. Известны примеры, когда принесённая вода хранилась более 20 лет, у тех, кто уже не имел возможности бывать в этом незабываемом райском месте. Находкинский родничок является историческим природным памятником многим поколениям людей - великим труженикам, осваивавшим эту землю.
```

## Состав
В 1890 году в состав волости входило 7 селений:
- Александровка
- Баландинка
- Братское
- Ключи (Белые Ключи, Белый Ключ)
- Малый Мелик
- Находка
- Ново-Дмитриевка (Криуша)
- Софьино (Софьинка) — волостной центр

К 1911 году в состав Софьинской волости входили: д. Баландинка (Новая Баланда) — 1006 жителей, д. Ново-Дмитриевка (Криуша) — 423 жителя, д. Братское (Братский Посёлок) — 965 жителей, д. Находка — 523 жителя, д. Ключи (Белый Ключ) — 1178 жителей, д. Александровка — 1054 жителя, п. Муромский — 48 жителей, п. Малый Мелик Первый — 1167 жителей, п. Малый Мелик Второй — 314 жителей, п. Малый Мелик Третий — 51 житель, п. Астафьев — 136 жителей, п. Крутцовский — 185 жителей, п. Перфильев — 184 жителя, п. Ново-Николаевский — 52 жителя, п. Разливный — 51 житель, п. Тюринский — 55 жителей, п. Ряжский — 98 жителей, п. Орловский — 20 жителей.

В состав Софьинской волости входили: волостное село Софьино (Софьинка) население великороссы: в 1859 году — 50 дворов, 251 мужчина и 235 женщин, в 1911 году — 229 дворов, 785 мужчин и 778 женщин, посторонних — 10 дворов, 12 мужчин и 17 женщин, имелись: церковь, церковная школа (учитель церковно — приходской школы — Коровин Иаков Григорьевич (1865 г.р.), с 21 июня 1907 года переведён, исполняющим должность псаломщика, к Христорождественской церкви села Дьячевка Петровского уезда), врачебный центр, фельдшерский пункт, аптекарский пункт, акушерский пункт, ветеринарный пункт, мельница, кузница;
деревня Баландинка (Новая Баланда) — через неё проходил почтовый тракт Саратов — Аткарск — Балашов, население великороссы: в 1859 году — 36 дворов, в 1911 году — 146 дворов, 494 мужчины и 512 женщин, посторонних — 2 двора, 2 мужчины и 5 женщин, имелась земская школа;
деревня Новая Дмитриевка (Криуша — Веденяпино) — находилась на почтовом тракте Саратов — Аткарск — Балашов, население великороссы: в 1859 году — 25 дворов, 125 мужчин и 138 женщин, в 1911 году — 55 дворов, 207 мужчин и 215 женщин, посторонних — 3 двора, 8 мужчин и 6 женщин, имелась земская школа;
деревня Братское (Братский Посёлок) население великороссы: в 1859 году — 38 дворов, 198 мужчин и 197 женщин, в 1911 году — 147 дворов, 485 мужчин и 480 женщин, имелась школа грамоты (учитель — Василий Рубин, с 1 мая 1899 года ему предоставлено псаломщическое место в селе Берёзовка Балашовского уезда);
деревня Находка население великороссы: в 1859 году — 20 дворов, 110 мужчин и 111 женщин, в 1911 году — 74 двора 265 мужчин и 257 женщин, посторонних — 3 двора, 3 мужчины и 6 женщин, имелась земская школа;
деревня Ключи (Белый Ключ) население великороссы, приписаны к церкви во имя Святителя Василия Великого села Сергиевка Аткарского уезда: в 1859 году — 49 дворов 241 мужчина и 263 женщины, в 1911 году — 190 дворов, 586 мужчин и 592 женщины, имелась земская школа. В декабре 1902 года, священник церкви во имя Святителя Василия Великого, Залетаев Константин Иванович (1870 г.р.), утверждён в должности законоучителя земско — общественного училища в деревне Белый Ключ Сергиевского прихода;
деревня Александровка (Александровка 3-я) население великороссы, приписаны к церкви во имя Архистратига Божия Михаила в селе Грушовка (Бедняковка) Аткарского уезда: в 1859 году — 66 дворов, 249 мужчин и 253 женщины, в 1911 году — 182 двора 531 мужчина и 523 женщины, посторонних — 9 дворов, 16 мужчин и 13 женщин, имелась одноклассная церковно — приходская школа;
посёлок Муромский население малороссы — крестьяне из Полтавской и Екатеринославской губерний: в 1911 году — 8 дворов, 23 мужчины и 25 женщин;
село Малый Мелик население великороссы — крестьяне Балашовского уезда: в 1905 году тщанием прихожан воздвигнута однопрестольная, деревянная церковь, с такой же колокольней, во имя Святого Архистратига Михаила. В штате причта: священник Подзвездов Иоанн Васильевич 11.04.1880 г.р., (перемещён на место из села Софьино Аткарского уезда 17 марта 1906 года) с 24 октября 1906 года утверждён в должности законоучителя Мало — Меликского земско — общественного училища, в 1916 году церковная награда — набедренник; псаломщик Лебедев Николай Иванович 1877 г.р., (перемещён на место из села Малые Сестрёнки Балашовского уезда 20 марта 1906 года), количество домов в приходе 210, прихожан — 750 мужчин и 799 женщин, в 1911 году в селе имелось 158 дворов, 582 мужчины и 585 женщин, 1 земская школа. Дома, где проживали представители духовенства — общественные. Жалованье от общества 300 рублей, земли 34 десятины. По состоянию на 19 сентября 1924 года духовенство церкви во имя Святого Архистратига Михаила возглавлял священник Смирнов Василий Васильевич;
посёлок Малый Мелик 2-й приписан к Михаило — Архангельской церкви села Малый Мелик Аткарского уезда, население великороссы — крестьяне Балашовского уезда: в 1911 году — 44 двора 139 мужчин и 175 женщин;
посёлок Малый Мелик 3-й приписан к Михаило — Архангельской церкви села Малый Мелик Аткарского уезда, население великороссы — крестьяне Балашовского уезда: в 1911 году — 6 дворов, 27 мужчин и 24 женщины;
хутор Астафьев население великороссы — мещане Аткарского уезда, крестьяне Ливенского уезда Орловской губернии: в 1911 году — 11 дворов, 71 мужчина и 65 женщин;
хутор Перфильев приписан к церкви во имя Святителя Василия Великого села Сергиевка Аткарского уезда, население великороссы — мещане Аткарского уезда, крестьяне Ливенского уезда Орловской губернии: в 1911 году — 24 двора, 92 мужчины и 92 женщины, имелась школа грамоты;
посёлок Крутцовский население малороссы — крестьяне Екатеринославской и Полтавской губерний: в 1911 году — 26 дворов, 103 мужчины и 82 женщины;
посёлок Орловский население малороссы — крестьяне Екатеринославской и Полтавской губерний: в 1911 году — 3 двора, 7 мужчин и 13 женщин;
посёлок Тюринский население малороссы — крестьяне Екатеринославской и Полтавской губерний: в 1911 году — 13 дворов, 52 мужчины и 55 женщин;
посёлок Ряжский население великороссы — крестьяне и мещане г. Аткарска, г. Сердобска, крестьяне Аткарского уезда: в 1911 году — 27 дворов, 88 мужчин и 98 женщин;
посёлок Разливный население великороссы — крестьяне и мещане Аткарского уезда, крестьяне Ливенского уезда Орловской губернии: в 1911 году — 18 дворов, 60 мужчин 51 женщина;
посёлок Новониколаевский приписан к церкви во имя Святителя Василия Великого села Сергиевка Аткарского уезда население великороссы — мещане г. Балашова, г. Сердобска, крестьяне Ливенского уезда Орловской губернии: в 1911 году — 13 дворов 50 мужчин и 52 женщины.